# 马桥镇 (保康县)
马桥镇，是中华人民共和国湖北省襄阳市保康县下辖的一个乡镇级行政单位。

## 行政区划
马桥镇下辖以下地区：
马桥街村、张湾村、周湾村、河南坪村、中坪村、鸡公岭村、黄龙贯村、鳌头山村、笔架村、横溪村、两河口村、桃坪河村、安家湾村、白竹头村、高桥河村、峰山村、黄湾村、罗家山村、林川村、堰垭村、董家沟村、尧治河村、白果村、金斗村、古泉沟村、大山沟村、九里川村、唐二河村、老鸦池村和分路碑村。